# Конинские
Конинские — русский княжеский род, ветвь Тарусских князей. Название произошло от Конинского княжества. Род внесён в Бархатную книгу.
Согласно родословной Одинцевичей, составленной в первой половине XVI века, основателем этого рода, как и рода князей Спажских, был князь Семён Юрьевич, один из сыновей тарусского князя Юрия Михайловича, считающегося родоначальником нескольких княжеских родов, в том числе Мезецких, Волконских, Мышецких и Оболенских. Однако по именам князья Конинские по родословным неизвестны, упоминается только что они «захудали и извелись от войн татарских».
Однако в московских летописных сводах 1477 и 1479 годов упоминается князь Иван Конинский, который был взят в плен литовцами при реке «Суходрове» в 1445 году. По мнению А. В. Шекова Иван мог служить князю Ивану Андреевичу Можайскому.
В родословной росписи князей Волконских, поданной в 1686 году, Константин, Иван и Фёдор, сыновья князя Фёдора Ивановича Тарусского, погибшего в Куликовской битве в 1380 году, названы Конинскими. Про них сообщается, что они «пришли жить на Волкону и с того времени начали зватися Волконские».